# Mangini (1913)
Mangini – francuski niszczyciel z okresu I wojny światowej. Jednostka typu Bisson. Okręt wyposażony w cztery kotły parowe opalane ropą i turbiny parowe. Zapas paliwa 165 ton. Operował na Morzu Śródziemnym. 18 kwietnia 1918 roku staranował i zatopił w Cieśninie Otranto francuski niszczyciel "Faulx". Z listy floty skreślony w 1934 roku.